# Phare de Porthcawl
Pour les articles homonymes, voir Fastnet.
Le phare de Porthcawl est un petit phare de port situé dans la station balnéaire de Porthcawl donnant dans le canal de Bristol, dans le comté de Bridgend, au sud du Pays de Galles.

## Histoire
Ce phare a été construit en 1860 sur le brise-lames du port de Porthcawl, à l'entrée orientale de la baie de Swansea. La tourelle hexagonale de 9 m de haut est en fonte avec une lanterne en forme de dôme. L'édifice est peint en blanc avec une bande noire à sa base. Longtemps alimenté par le gaz, ce petit phare n'a été converti à l'énergie électrique qu'en 1997.
Il émet une lumière continue, blanche, rouge et verte selon secteur.
Le site est ouvert par l'accès piéton sur le brise-lames. La tourelle est fermée et gérée par l'autorité portuaire du Comté de Bridgend.

### Lien connexe
- Liste des phares du Pays de Galles